# Senat Południowej Afryki
Senat Południowej Afryki (ang. Senate of South Africa, afr. Die Senaat van Suid-Afrika) − nieistniejąca już izba wyższa południowoafrykańskiego parlamentu, funkcjonująca w latach 1910–1980 i 1994–1997.
Pod rządami białej mniejszości w Związku Południowej Afryki większość senatorów wybierały osobno zgromadzenia elektorów złożone w każdej z czterech prowincji z członków lokalnych zgromadzeń i członków parlamentu związkowego. Skład uzupełniali ludzie mianowani przez gubernatora generalnego w porozumieniu z premierem. Na czele Senatu stał prezydent.
W latach 1936–1960 w Senacie zasiadali specjalni biali przedstawiciele czarnej społeczności.
Po ogłoszeniu niepodległości i republikańskiego ustroju rolę nominowania członków Senatu przejął prezydent Południowej Afryki, natomiast prezydent Senatu miał sprawować urząd prezydenta w razie niemożności jego pełnienia przez konstytucyjną głowę państwa lub w razie jej śmierci.
W 1980 roku premier Pieter Willem Botha rozpoczął proces reform konstytucyjnych, w ich efekcie Senat uległ likwidacji od 1 stycznia 1981 roku. Część senatorów przeniesiono do rozszerzonej izby Zgromadzenia Ludowego. Salę obrad senatu przejęła Rada Prezydencka, ciało doradcze, złożone z białych, Azjatów i kolorowych. W 1984 roku do tej sali przeniesiono obrady nowej części trójizbowego odtąd parlamentu.
Po zniesieniu apartheidu w 1994 roku przywrócono Senat jako izbę wyższą dwuizbowego parlamentu, a niższą nazwano Zgromadzeniem Narodowym. Senatorów wybierali członkowie dziewięciu prowincjonalnych parlamentów, liczba senatorów z każdej prowincji wynosiła dziewięciu.
W 1997 roku Senat zastąpiono Narodową Radą Prowincji, której uprawnienia są odmienne od Senatu.